# Malebolge
Malebolge est le nom donné par Dante, dans sa Divine Comédie, au huitième cercle de l'Enfer, dans lequel sont punis les fraudeurs. 

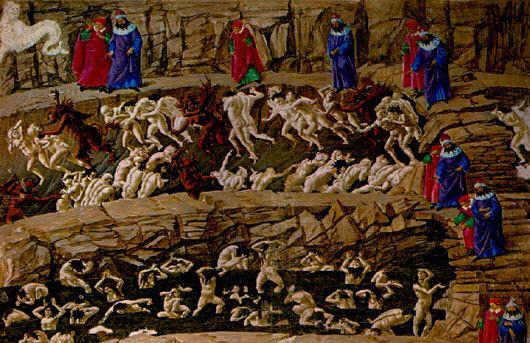
Le chant illustré par Sandro Botticelli.

## Caractéristiques
Il s'agit de l'unique cercle à avoir un nom particulier (à l'exclusion du neuvième dont le nom coïncide avec celui du lac glacé du Cocyte). Le terme dérive de la forme de ce cercle, subdivisé en dix bolges (de l'italien bolgia au singulier), fosses concentriques encerclées de murs et surplombées de ponts rocheux semblables aux fortifications externes d'un château. Dante décrit ainsi le malebolge qu'il découvre : 

« Luogo è in inferno detto Malebolge,
tutto di pietra di color ferrigno,
come la cerchia che dintorno il volge.
Nel dritto mezzo del campo maligno
vaneggia un pozzo assai largo e profondo,
di cui suo loco dicerò l'ordigno.
Quel cinghio che rimane adunque è tondo
tra 'l pozzo e 'l piè de l'alta ripa dura,
e ha distinto in dieci valli il fondo.
Quale, dove per guardia de le mura
più e più fossi cingon li castelli,
la parte dove son rende figura,
tale imagine quivi facean quelli;
e come a tai fortezze da' lor sogli
a la ripa di fuor son ponticelli,
così da imo de la roccia scogli
movien che ricidien li argini e ' fossi
infino al pozzo che i tronca e raccogli. »

— Enfer, XVIII 1-18
Lamennais donne de ces vers la traduction suivante : 

« Il est en enfer un lieu appelé Malebolge, tout de pierre couleur de fer, comme le cercle qui l’entoure. Droit au milieu de la campagne maligne, s’ouvre béant un puits large et profond, dont, en son lieu, on dira la structure. L’espace, de forme ronde, entre le puits et la haute rive solide, était, en descendant au fond, divisé en dix retranchements. Tels que les châteaux autour desquels on creuse, pour la défense des murs, de nombreux fossés, qui rendent sûre la partie qu’ils ceignent, tels paraissaient là ces retranchements ; et comme, en de pareilles forteresses, des seuils à la rive sont de petits pouls, ainsi du pied du précipice partent des rochers, qui  coupent les  remparts et les fossés  jusqu’au puits, où tronqués ils s’arrêtent. »

— Traduction Lamennais

La visite du Malebolge occupe les chants XVIII à XXX de l'Enfer. À l'intérieur de ces fosses sont punis les damnés répartis selon leur faute : 
1. ruffians et séducteurs
2. adulateurs et flatteurs
3. simoniaques
4. devins et enchanteurs
5. concussionnaires
6. hypocrites
7. voleurs
8. fourbes conseillers
9. semeurs de troubles et schismatiques
10. faussaires

Dante observe les bolges depuis les ponts. Ceux qui surplombaient la sixième s'étant écroulés lors du séisme qui suivit la mort du Christ (Mt 27,51), le poète se voit contraint de descendre sur la berge de la cinquième bolge et, après avoir parcouru un bout de chemin escorté par une troupe de diables, à se laisser glisser - précipitamment, pour fuir les démons rendus furieux contre lui - dans la fosse de la sixième bolge et à remonter sur le pont dans une exténuante escalade. 
La circonférence de la dixième bolge, la plus à l'intérieur, est de onze milles (Enfer, XXX 86) ; celle de la neuvième est de vingt-deux (XXIX 9). Si les autres bolge sont en proportion, il en résulte que la première devrait avoir une circonférence de cent dix milles. La largeur de chacune est d'un demi-mille (XXX 87).